# Unia
Unia е петият студиен албум на финландската пауър метъл група Соната Арктика, издаден през 2007 г. Първият сингъл от албума е „Paid in Full“, издаден на 27 април 2007 г. В превод от фински името на албума означава „мечти“. Това също е последния албум, в който участва китаристът Яни Лииматайнен, заменен по-късно от Елиас Вилианен след издаването на албума.

## Съдъжание
Всички песни са написани от Тони Како.
1. „In Black and White“ − 5:03
2. „Paid in Full“ − 4:24
3. „For the Sake of Revenge“ − 3:23
4. „It Won't Fade“ − 5:58
5. „Under Your Tree“ − 5:14
6. „Caleb“ − 6:16
7. „The Vice“ − 4:08
8. „My Dream's but a Drop of Fuel for a Nightmare“ − 6:13
9. „The Harvest“ − 4:18
10. „To Create a Warlike Feel“ − 5:03
11. „The Worlds Forgotten, the Words Forbidden“ − 2:57
12. „Fly with the Black Swan“ − 5:08
13. „Good Enough Is Good Enough“ − 5:32
14. „They Follow“ − 4:50
15. „Out in the Fields“ (кавър версия на песента на Гери Мур) − 4:06
16. „My Dream's but a Drop of Fuel for a Nightmare“ − 6:13 (инструментално изпълнение)

## Участници
- Тони Како – вокали, клавири
- Яни Лииматайнен – китара
- Томи Портимо – барабани
- Марко Паасикоски – бас китара
- Хенрик Клингенберг – клавири